# فیلیپای انگلستان

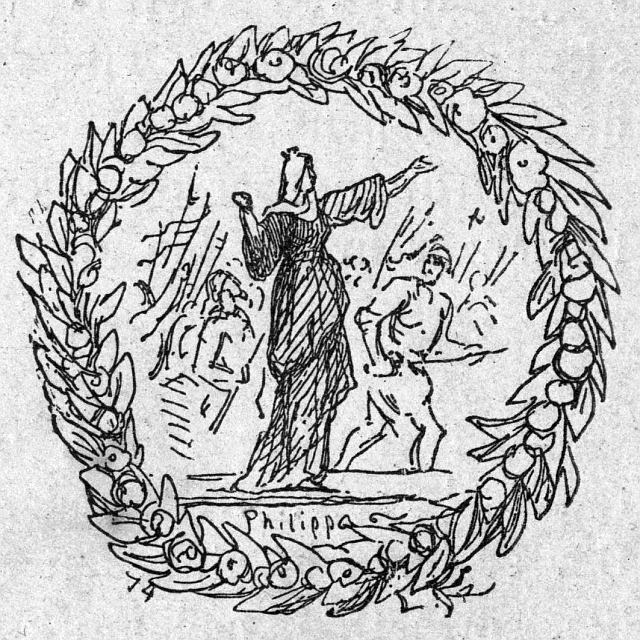
ملکه فیلیپا به مدافعان کپنهاگ فرمان می‌دهد. (۱۴۲۸). تصویرگری در کتاب تصویری پدرخوانده هانس کریستین اندرسن

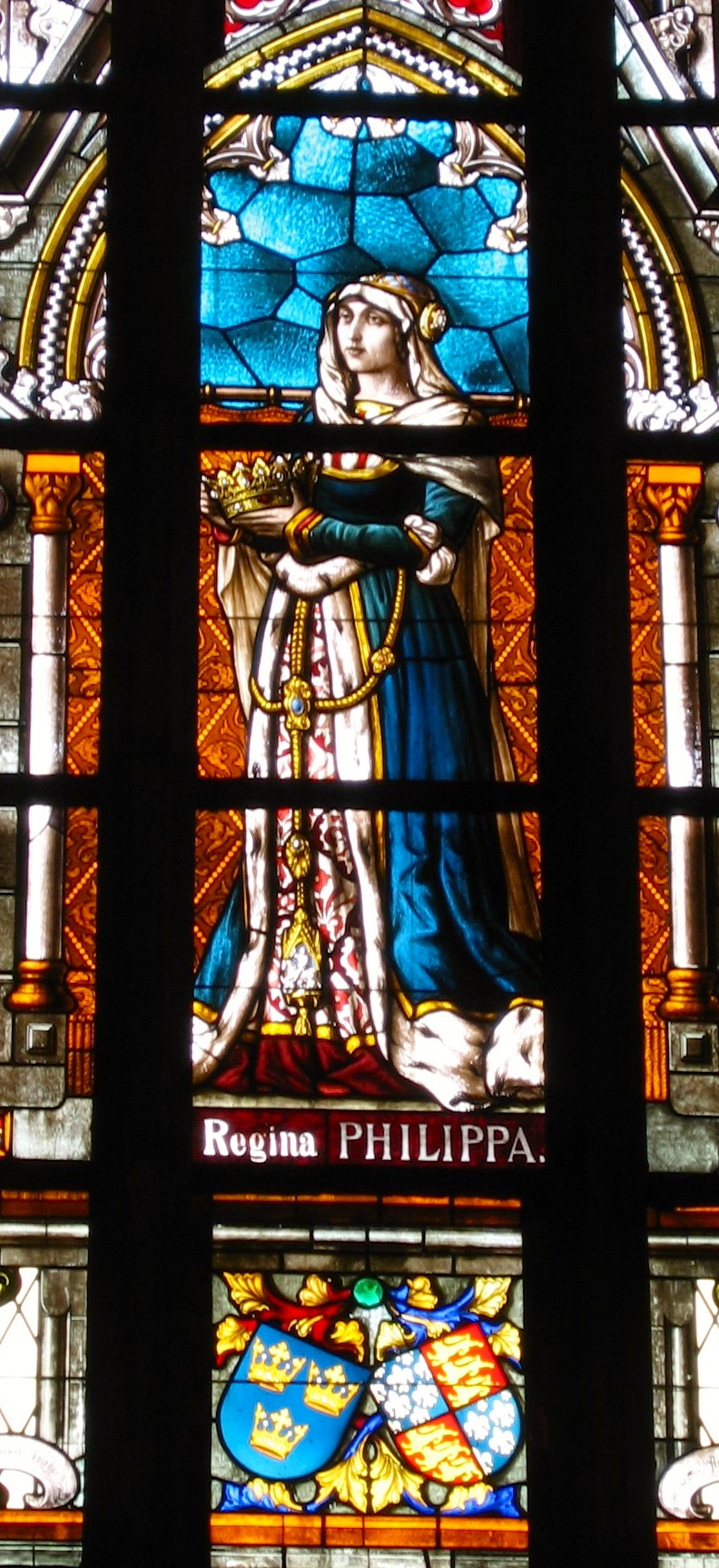
فیلیپا نقاشی شده توسط رینولد کالماندر در قرن نوزدهم روی یک پنجره بالای قبرش در وادستنا

فیلیپای انگلستان (۴ ژوئن ۱۳۹۴–۵ ژانویه ۱۴۳۰)، معروف به فیلیپا از لنکستر، از سال ۱۴۰۶ تا ۱۴۳۰ با ازدواج با پادشاه اریک اتحادیه کالمار ملکه دانمارک، نروژ و سوئد بود. وی دختر هنری هشتم و همسرش ماری بوهون، خواهر هنری پنجم بود. ملکه فیلیپا به طرز قابل توجهی در امور دولتی و سلطنت مشارکت کرد. او عنوان نایب السلطنه ی دانمارک را از ۱۴۲۳ تا ۱۴۲۵ دارا بود.

## میراث
- فیلیپا به عنوان یکی از معدود نجیب‌زاده‌های اتحادیه کالمار به‌شمار می‌رود که در خارج از دانمارک محبوب بود، و در سوئد، اغلب به عنوان یک تقابل مثبت با اریک، که به‌طور کلی نامطلوب به تصویر کشیده شد، مورد ستایش قرار گرفت.[۲]
- دفاع وی از کپنهاگ در سال ۱۴۲۸ توسط هانس کریستین آندرسن در کتاب تصویری پدرخوانده (۱۸۶۸) بیان شد.[۳]
- او توسط توماسین مک کنزی بازیگر زن نیوزیلندی در فیلم پادشاه به تصویر کشیده شده‌است.

## نگارخانه

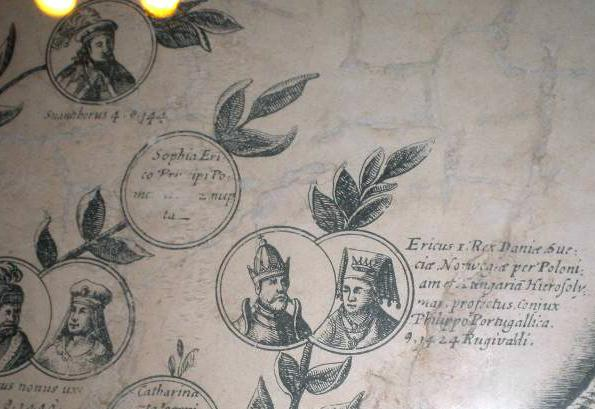
فیلیپا (از نظر نسب اشتباه شناخته شده‌است) با شاه اریک روی چاپ قدیمی که در قلعه دارلو به نمایش درآمده است
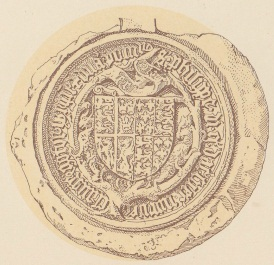
مهر ملکه فیلیپا انگلیس
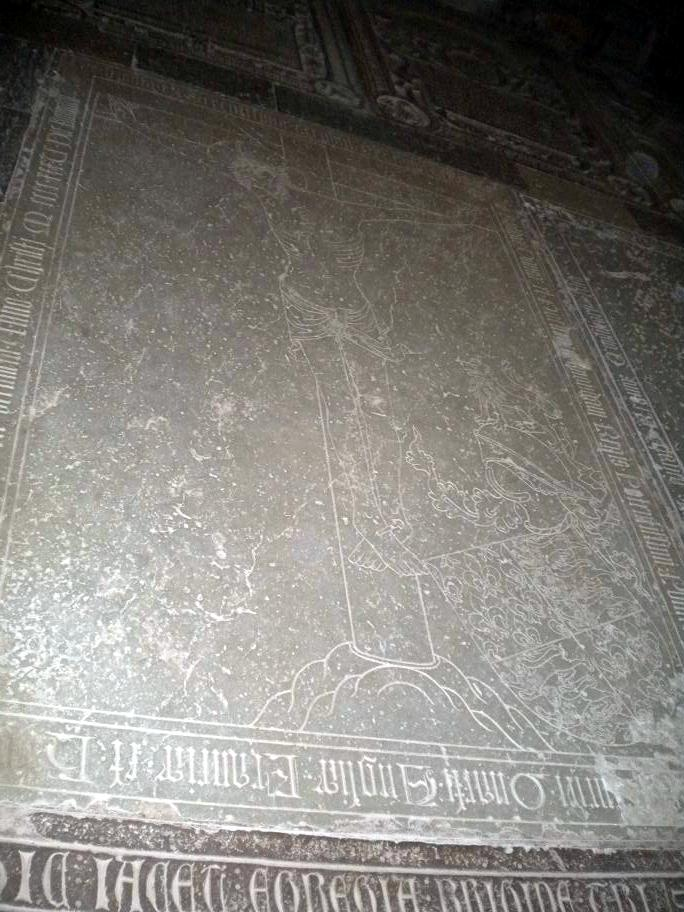
قبر فیلیپا در ابی وادستنا

| فیلیپای انگلستاندودمان لنکسترزادهٔ: ۴ ژوئن ۱۳۹۴ درگذشتهٔ: ۷ ژانویه ۱۴۳۰ |                            |            |
| بدون متصدی                                                            | ملکه‌های دانمارکی ۱۴۰۶–۱۴۳۰ | بدون متصدی |
| بدون متصدی                                                            | ملکه‌های نروژی ۱۴۰۶–۱۴۳۰    |            |
| بدون متصدی                                                            | ملکه‌های سوئدی ۱۴۰۶–۱۴۳۰    |            |

1. ↑  Terje Bratberg. "Filippa Av England, Dronning". Norsk biografisk leksikon. Retrieved May 25, 2016.
2. ↑  Filippa, urn:sbl:14127, Svenskt biografiskt lexikon (art av Gottfrid Carlsson), hämtad 2016-09-07.
3. ↑  Godfather's Picture Book (Hans Christian Andersen)